# Bianca Ryan

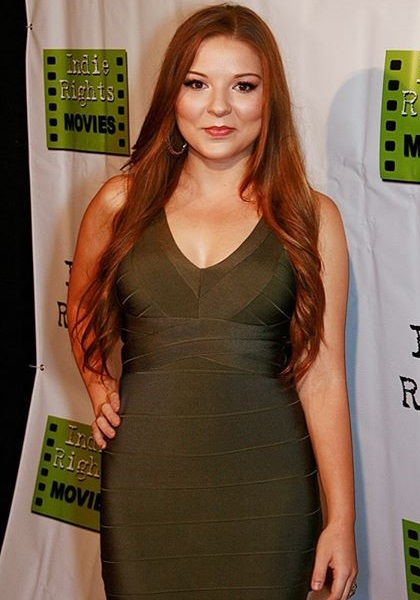
Bianca Ryan bei der Premiere von We are Kings im September 2014

Bianca Taylor Ryan (* 1. September 1994) ist eine US-amerikanische Sängerin aus Philadelphia, Pennsylvania, die die erste Staffel des NBC-Talentwettbewerbs America’s Got Talent gewann.

## Leben
Bianca Ryan ist das zweite von vier Kindern von Shawn und Janette Ryan und ist väterlicherseits halb irischer und mütterlicherseits halb japanischer Herkunft. Mit acht Jahren entwickelte Ryan eine Vorliebe für Rhythm and Blues und Gospel. Außerdem bemerkten ihre Eltern, dass sie über eine außergewöhnliche Stimme verfügt. Fortan übte sie im Keller des elterlichen Hauses. Ryan zählt Yolanda Adams, Mariah Carey, Kelly Clarkson, Jennifer Hudson und Patti LaBelle zu ihren Lieblingssängerinnen.

## Karriere
Bianca Ryan begann mit Auftritten als Stepptänzerin. Als Neunjährige nahm sie an der Casting-Show Star Search teil. Sie sang The Impossible Dream aus Der Mann von La Mancha (Musical), bekam zwölf Sterne von der Jury und verfehlte damit nur knapp den Sieg. Ryan trat auch in den Fernsehshows Showtime at the Apollo und The Tom Joyner Show auf. Ihre Fernsehauftritte schlossen Werbespots für das Schnellrestaurant Chuck E. Cheese und den Zoo von Philadelphia ein.
2006 bewarb sich Ryan bei der ersten Staffel von America’s Got Talent. Für ihr erstes Vorsingen wählte sie das Lied And I Am Telling You I'm Not Going aus dem Musical Dreamgirls, das im Original von Jennifer Holliday gesungen wurde und hohe Anforderungen an die Fähigkeiten einer Sängerin stellt. Brandy Norwood gab Ryan stehende Ovation und nannte sie „meine Lieblingskandidatin in diesem Wettbewerb“. Piers Morgan kommentierte: „Wechsel deine Frisur, wechsle deine Kleidung, wechsle deine Schuhe, und du wirst diesen Wettbewerb gewinnen. […] Du bist auf die Bühne gekommen und hast uns umgehauen.“ Das dritte Jurymitglied, David Hasselhoff, rief das Publikum zu stehenden Ovationen auf.
Im folgenden Monat war Ryan in Los Angeles, um ihre erste CD mit Coverversionen von The Rose und R. Kellys I Believe I Can Fly und Originalliedern wie I Wish That und Pray for a Better Day aufzunehmen. Das schlicht Bianca Ryan betitelte Album wurde am 14. November 2006 in den USA veröffentlicht. Bereits am ersten Tag verkaufte es sich 44.230 Mal. Acht Tage später landete das Album auf Platz 57 der US-amerikanischen Album-Charts. Auch in deutschsprachigen Ländern war das Album später in den Charts platziert.
Bianca Ryan sollte laut Medienberichten das erste von fünf Alben im Rahmen ihres Plattenvertrags mit Columbia Records/SYCO sein. Jedoch wurde danach kein weiteres Album auf dem Label veröffentlicht.
Im Dezember 2007 veröffentlichte Ryan ein Weihnachtsalbum. Christmas Everyday! wurde jedoch nur an die Warenhauskette Walmart ausgegeben. Danach nahm sich Ryan eine Auszeit, um wieder zur Schule zu gehen. Sporadisch veröffentlichte sie Musik, etwa 2014 als Layla Knuckles im Roadmovie/Musical We Are Kings.
Seit 2015 hat Ryan eine ganze Reihe von Singles auf ihrem eigenen Label Bianca Ryan Records veröffentlicht. 2019 folgte das Album The Reintroduction.
Seit 2018 hat Ryan ihre eigene Lippenstiftlinie Ciao Bianca.

## Diskografie

### Studioalben
| Jahr | Titel       | Höchstplatzierung, Gesamtwochen, AuszeichnungChartplatzierungen (Jahr, Titel, Platzierungen, Wochen, Auszeichnungen, Anmerkungen) | Höchstplatzierung, Gesamtwochen, AuszeichnungChartplatzierungen (Jahr, Titel, Platzierungen, Wochen, Auszeichnungen, Anmerkungen) | Höchstplatzierung, Gesamtwochen, AuszeichnungChartplatzierungen (Jahr, Titel, Platzierungen, Wochen, Auszeichnungen, Anmerkungen) | Höchstplatzierung, Gesamtwochen, AuszeichnungChartplatzierungen (Jahr, Titel, Platzierungen, Wochen, Auszeichnungen, Anmerkungen) | Höchstplatzierung, Gesamtwochen, AuszeichnungChartplatzierungen (Jahr, Titel, Platzierungen, Wochen, Auszeichnungen, Anmerkungen) | Anmerkungen                             |
| Jahr | Titel       | DE | AT | CH | UK | US | Anmerkungen                             |
| ---- | ----------- | --- | --- | --- | --- | --- | --------------------------------------- |
| 2006 | Bianca Ryan | DE45 (7 Wo.)DE | AT46 (6 Wo.)AT | CH28 (8 Wo.)CH | — | US57 (4 Wo.)US | Erstveröffentlichung: 14. November 2006 |

Weitere Veröffentlichungen
- 2006: Christmas Everyday!
- 2009: True Meaning of Christmas
- 2019: The Reintroduction

Weitere Singles
- 2006: You Light Up My Life
- 2006: Why Couldn’t It Be Christmas Every Day?